# 2024 en baseball
| Années du baseball : 2021 - 2022 - 2023 - 2024 - 2025 - 2026 - 2027    |
| Décennies du baseball : 1990 - 2000 - 2010 - 2020 - 2030 - 2040 - 2050 |

Cet article présente les faits marquants de l'année 2024 en baseball.

## Évènements

### Janvier
23 janvier : Adrian Beltré, Todd Helton et Joe Mauer sont élus au Temple de la renommée du baseball américain.
23 janvier : les Cocodrilos de Matanzas remportent la Liga Elite de Cuba.
24 janvier : les Naranjeros de Hermosillo se qualifient pour la Série des Caraïbes 2024 grâce à leur victoire en Ligue mexicaine du Pacifique.
27 janvier : les Tigres del Licey remportent la Ligue dominicaine de baseball hivernal et se qualifient pour la Série des Caraïbes 2024.

### Février
4 février : Les Adélaïdes Giants remportent le championnat australien de baseball contre les Perth Heat 2 rencontres à 1.
7 février : Ángel Padrón lance un match sans point ni coup sûr dans les Séries des Caraïbes avec le Venezuela, le premier depuis 1952.
9 février : Les Tiburones de La Guaira (Venezuela) remportent la série des Caraïbes 2024 en battant les Tigres del Licey (République dominicaine) 3-0 en finale.

## Compétitions

### Asie/Océanie
- Australie : ABL
- Corée du Sud : KBO : début le 23 mars.
- Japon : NPB : début le 29 mars.
- Taiwan : CPBL

### Amérique
- Caraïbes : Série des caraïbes: du 1 février au 9 février au LoanDepot Park de Miami, Floride.
- Mexique : LMB : début le 12 avril.
- États-Unis/Canada : LMB : début le 28 mars.

### Europe
- Allemagne : Bundesliga : début le 5 avril
- France : Division I
- Italie : Serie A
- Grande-Bretagne : NBL : début le 7 avril.
- République Tchèque : Extraliga : début le 12 avril.

## Décès

### Janvier
3 janvier : Billy Gardner (en), arrêt-court et joueur de troisième but des Giants de New York, Orioles de Baltimore, Senators de Washington, Yankees de New York et Red Sox de Boston (° 19 juillet 1927).
10 janvier : Bud Harrelson (en), arrêt-court et joueur de deuxième but des Mets de New York, des Phillies de Philadelphie et des Rangers du Texas (° 6 juin 1944).
19 janvier : Red Swanson (en), lanceur des Pirates de Pittsburgh (° 15 octobre 1936).
21 janvier : Steve Staggs (en), joueur de deuxième but des Blue Jays de Toronto et des Athletics d’Oakland (° 6 mai 1951).
22 janvier : Don Lassetter (en), voltiguer des Cardinals de Saint-Louis (° 27 mars 1933).
29 janvier : Jimy Williams (en), arrêt-court des Cardinals de Saint-Louis puis manager des Blue Jays de Toronto, des Red Sox de Boston et des Astros de Houston (° 4 octobre 1943).
31 janvier : Al McBean (en), lanceur des Pirates de Pittsburgh, des Padres de San Diego et des Dodgers de Los Angeles (° 15 mai 1938).

### Février
8 février : Jim Hannan (en), lanceur des Senators de Washington, Tigers de Detroit et Brewers de Milwaukee (° 7 janvier 1939).
14 février : Don Gullett (en), lanceur des Reds de Cincinnati et des Yankees de New York (° 6 janvier 1951).
25 février : José DeLeón, lanceur des Pirates de Pittsburgh, White Sox de Chicago, Phillies de Philadelphie, Cardinals de Saint-Louis et Expos de Montréal (° 20 décembre 1960).

### Mars
2 mars : U. L. Washington (en), arrêt-court et joueur de deuxième but  des Royals de Kansas City, Expos de Montréal et Pirates de Pittsburgh (° 27 octobre 1953).
12 mars : Bill Plummer (en), receveur des Cubs de Chicago, Reds de Cincinnati et Mariners de Seattle (° 21 mars 1947).

### Avril
4 avril : Pat Zachry (en), lanceur des Reds de Cincinnati, Mets de New York, Dodgers de Los Angeles et Phillies de Philadelphie. (° 24 avril 1952).
7 avril : Jerry Grote (en), receveur des Astros de Houston, Mets de New York, Dodgers de Los Angeles et Royals de Kansas City (° 6 octobre 1942).
13 avril : Larry Brown (en), arrêt-court et joueur de deuxième but des Indians de Cleveland, Athletics d'Oakland, Orioles de Baltimore et Rangers du Texas (° 1er mars 1940).
14 avril : Ken Holtzman, lanceur des Cubs de Chicago, Athletics d'Oakland, Orioles de Baltimore et Yankees de New York (° 3 novembre 1945).
15 avril : Whitey Herzog, joueur des Nationals de Washington, Athletics de Kansas City, Orioles de Baltimore, Tigers de Detroit et manager des Rangers du Texas, des Angels de Californie Royals de Kansas City et des Cardianls de Saint-Louis. Élu au Temple de la renommé du baseball en 2010 (° 9 avril 1931).
16 avril : Carl Erskine (en), lanceur des Dodgers de Brooklyn/Los Angeles (° 13 décembre 1926).
19 avril : Dave McCarty (en), joueur de premiere base et voltigeur des Twins de Minnesota, Giants de San Francisco, Mariners de Seattle, Royals de Kansas City, Devil Rays de Tampa Bay, Athletics d'Oakland et Red Sox de Boston (° 23 novembre 1969).

### Mai
21 mai : Hank Foiles (en), receveur des Reds de Cincinnati, Indians de Cleveland, Pirates de Pittsburgh, Athletics de Kansas City, Tigers de Detroit, Orioles de Baltimore et Angels de Los Angels (°10 juin 1929).
28 mai : Tony Scott (en), voltigeur des Expos de Montréal, Cardinals de Saint-Louis et Astros de Houston (°18 septembre 1951).

### Juin
18 juin : Willie Mays, voltigeur des Giants de New York/San Francisco et des Mets de New York (° 6 mai 1931). Élu au Temple de la renommé du baseball.
28 juin : Orlando Cepeda

### Juillet
14 juillet : Jerry Walker (en)
24 juillet : Denny Lemasrer (en)

### Août
25 août : Don Wert (en)

### Septembre
8 septembre : Ed Kranepool (en)
24 septembre : Doug Bird (en)
27 septembre : Joey Jay (en)
30 septembre : Pete Rose

### Octobre
8 octobre : Luis Tiant
15 octobre : Bud Daley (en)
19 octobre : Rudy May (en)
22 octobre : Fernando Valenzuela

### Novembre
23 novembre : Rico Carty (en)

### Décembre
4 décembre : Al Fitzmorris (en)
5 décembre : Bill Melton (en)
7 décembre : Merv Rettenmund (en)
10 décembre : Rocky Colavito